# Verenigd Ossetië
Verenigd Ossetië (Ossetisch: Иугонд Ир, Russisch: Единая Осетия) is een politieke partij in de Georgische afscheidingsregio en zelfverklaarde republiek Zuid-Ossetië, opgericht in 2012 en regerend sinds 2014. Het belangrijkste uitgangspunt van de partij is de Zuid-Ossetische vereniging met Noord-Ossetië en Rusland. Bij het vijfjarig jubileum in 2017 stelde de partij 5.000 leden te hebben. Verenigd Ossetië tekende in 2022 een samenwerkingsovereenkomst met Verenigd Rusland, de partij van president Vladimir Poetin.

## Leiderschap
Tussen 2012 en 2017 werd Verenigd Ossetië geleid door Anatoli Bibilov, een voormalig lid van de Eenheidspartij en verliezer van de presidentsverkiezingen van 2011 voor die partij. Met diens verkiezing tot president van Zuid-Ossetië in 2017 werd Alan Tadtaev partijvoorzitter, die na de parlementsverkiezing van 2019 tot voorzitter van het parlement werd gekozen.

## Verkiezingen
Verenigd Ossetië kwam bij de parlementsverkiezingen van 2014 met 20 van de 34 zetels als nieuwe partij binnen. Het zette daarmee de Eenheidspartij van voormalig president Edoeard Kokojti uit de macht, die zelfs verdween uit het parlement. Bij de verkiezingen van 2019 verloor Verenigd Ossetië de meerderheid, en leunt sindsdien op gedoogsteun van drie partijloze parlementariërs, waardoor er sprake was van een minderheidsregering voor president Anatoli Bibilov. In 2024 kreeg de partij weliswaar de meeste stemmen bij de lijststemmen, maar won het slechts een van de 17 districten, waardoor Nychas als winnaar uit de verkiezingen kwam.
| Verkiezing | Stemmen | %     | #   | Zetels  | +/– | Leider          |
| ---------- | ------- | ----- | --- | ------- | --- | --------------- |
| 2019       | 6.942   | 31,74 | (1) | 7 / 34  | 7   | Alan Tadtaev    |
| 2019       | 7.778   | 34,96 | (1) | 14 / 34 | 6   |                 |
| 2014       | 9.083   | 44,97 | (1) | 20 / 34 | 20  | Anatoli Bibilov |

## Internationale relaties
De partij tekende in 2018 een samenwerkingsverband met de Bosnisch-Servische regeringspartij Alliantie van Onafhankelijke Sociaal-Democraten.
In februari 2022 tekende Verenigd Ossetië een samenwerkingsovereenkomst met de Russische regeringspartij Verenigd Rusland van president Vladimir Poetin.